# Воронежский съезд
Воронежский съезд — съезд членов «Земли и Воли», состоявшийся в июне 1879 г. в Воронеже.

## Созыв съезда
К лету 1879 года среди членов народнической организации «Земля и воля» обострились разногласия относительно методов дальнейшей борьбы. Некоторые из них, «деревенщики» (Г. В. Плеханов, М. Р. Попов и др.), настаивали на продолжении пропагандистской работы в деревне и резко возражали против политической и, в частности, террористической борьбы. Другие, «политики», (Н. А. Морозов, А. Д. Михайлов, А. А. Квятковский) разочаровались в пропаганде и «хождении в народ», которые, по их мнению, не давали ожидаемого результата. Они требовали перехода к политической борьбе, включающей террор.
Особенно эти настроения усилились после провалов осени 1878 г. и ареста нескольких лидеров «Земли и воли». Конфликт между этими группами достиг апогея в связи с неудавшимся покушением А. К. Соловьева 2 апреля 1879 года. Сторонники террористической борьбы создали тайную фракционную группу «Свобода или смерть!» внутри центральной землевольческой организации.
Для разрешения противоречий и согласования новой программы действий было решено собрать съезд с привлечением представителей провинциальных кружков.
Местом съезда первоначально был выбран Тамбов, но часть делегатов, прибывшая заранее, привлекла внимание полиции, и заседания пришлось перенести в Воронеж.
Сторонники политической и террористической борьбы за несколько дней до начала Воронежского съезда собрали сепаратный Липецкий съезд для разработки программных документов и координации будущих фракционных действий в Воронеже.

## Состав съезда
Данные различных мемуаристов о составе съезда несколько расходятся. В. А. Твардовская, сопоставив имеющиеся источники, пришла к выводу, что в съезде участвовало 19 человек, а именно:

| - А. Д. Михайлов - А. А. Квятковский - Г. В. Плеханов - Л. А. Тихомиров - Н. А. Морозов - В. Н. Фигнер - С. Л. Перовская - М. Н. Ошанина - Ю. М. Тищенко - М. Р. Попов | - С. А. Харизоменов - О. Е. Николаев - Н. А. Короткевич - М. Ф. Фроленко - О. В. Аптекман - А. И. Желябов - А. И. Баранников - Н. Н. Колодкевич - Е. Д. Сергеева |

## Работа съезда
Заседания съезда проходили с 18 по 21 июня 1879 года. Участники съезда собирались под видом гуляющих в Ботаническом саду, Архиерейской роще или на островах реки Воронеж.
В начале съезда в организацию были приняты А. И. Желябов, Н. Н. Колодкевич, С. Г. Ширяев со стороны «политиков» и Л. Г. Дейч, Я. В. Стефанович, В. И. Засулич, П. Б. Аксельрод со стороны «деревенщиков».
После обсуждения программы была подтверждена основная задача — подготовка социально-экономического переворота, утверждающего народные идеалы анархии и коллективизма.
Призыв А.Желябова к борьбе за завоевание конституции не встретил поддержки съезда. В качестве уступки «политикам» признавалась необходимость дезорганизации работы правительства, а главным средством такой дезорганизации признавался политический террор. Была создана отдельная террористическая группа — «Исполнительный комитет».
Особо рассматривался вопрос о цареубийстве, которое получило поддержку большинства съезда.
Г.Плеханов высказался резко отрицательно против терроризма, покинул съезд и заявил о выходе из «Земли и Воли».
Остальные участники, пытаясь сохранить единство, постарались найти компромиссные решения. Однако, достигнутые соглашения оказались недолговечными. Уже в августе «Земля и Воля» распалась на две части: Плеханов и «деревенщики» организовали «Черный передел», а сторонники политического террора — «Народную волю».